# Gbougbo
Gbougbo est une localité rurale du Disctrict des Lagunes en Côte d'Ivoire. Administrativement rattachée au secteur communal de Dabou, elle se trouve dans la région des Grands-Ponts. Sa population est estimée à environ 2 760 habitants.